# Chromatopelma cyaneopubescens

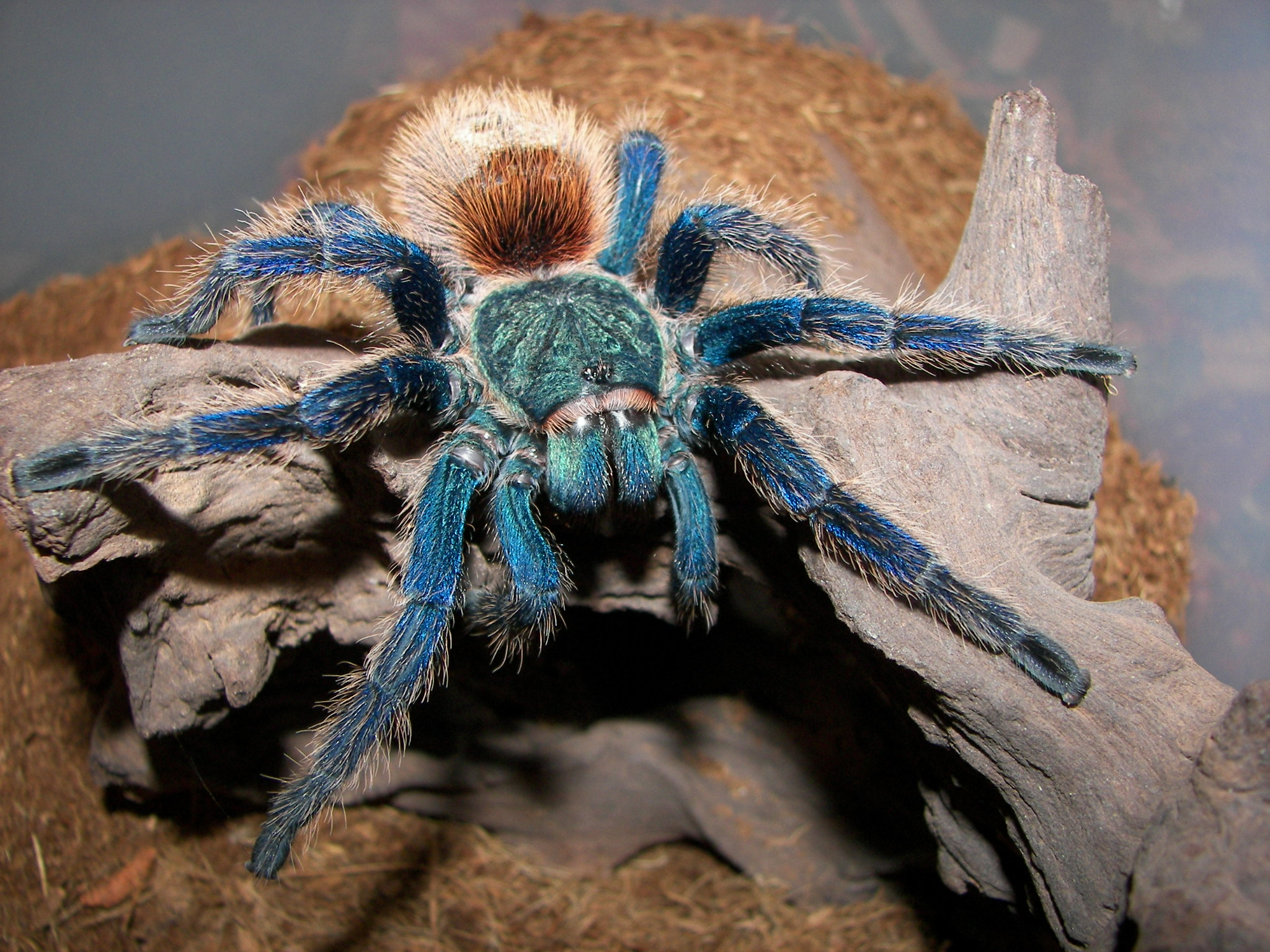
Chromatopelma cyaneopubescens, Weibchen

Chromatopelma cyaneopubescens, manchmal auch Cyanblaue Venezuela-Vogelspinne oder nur Cyanblaue Vogelspinne genannt, ist die einzige Art der Gattung Chromatopelma. Sie ist in der Region nördlich von Coro in Venezuela beheimatet. In den letzten Jahren wurde sie bei Terrarienhaltern beliebt und auch regelmäßig nachgezüchtet.

## Merkmale

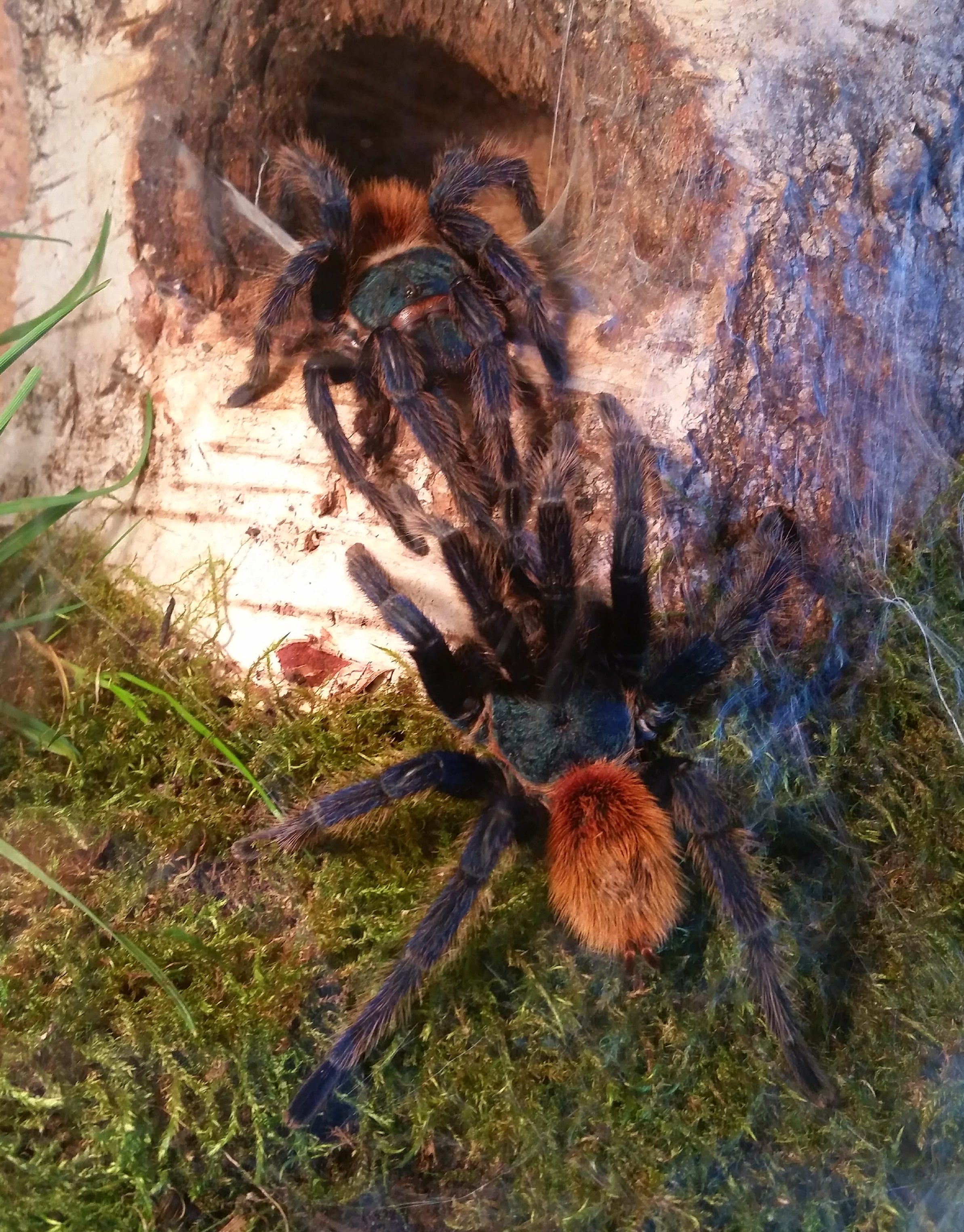
Balzendes Pärchen; vorne Männchen, hinten Weibchen

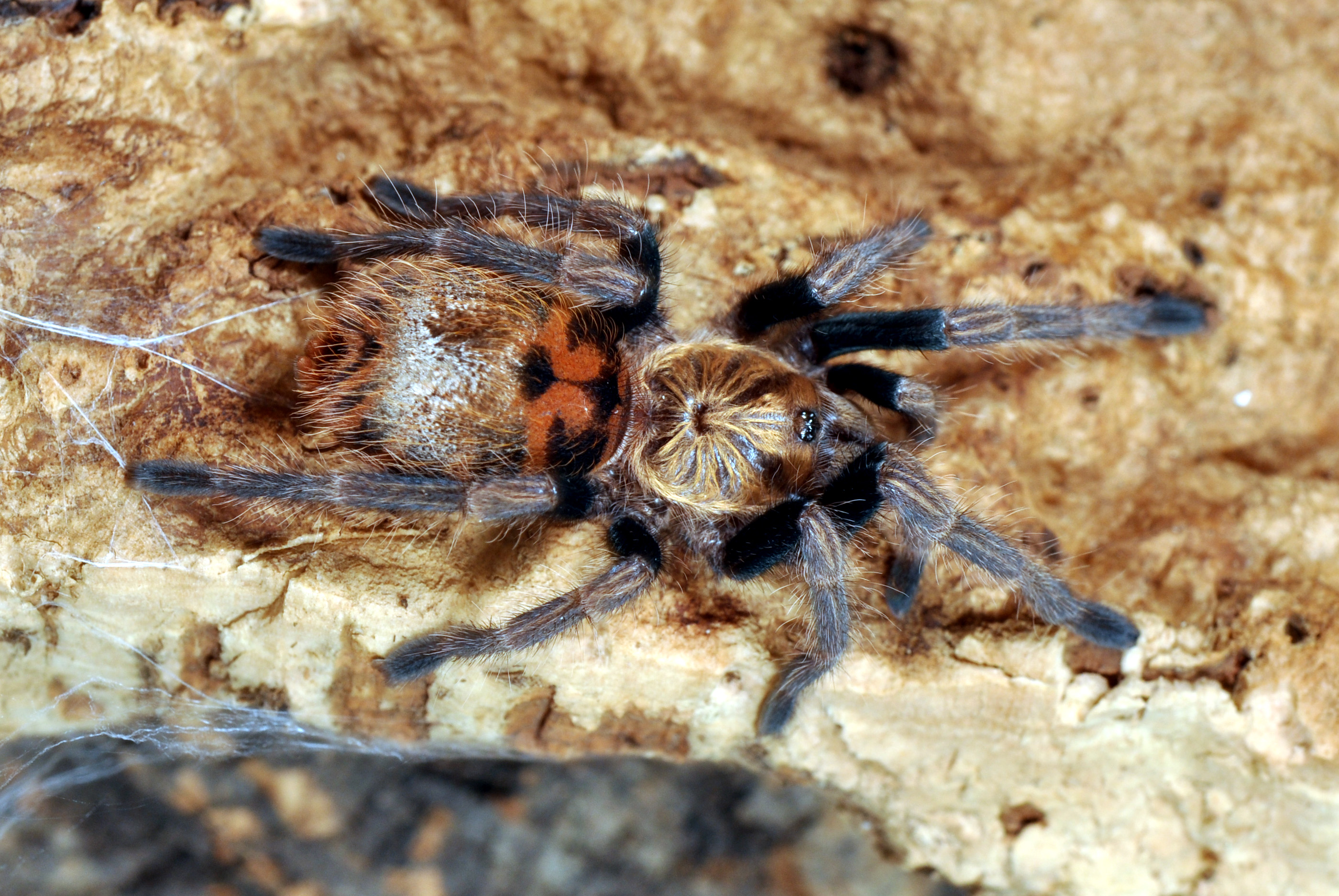
Jungtier

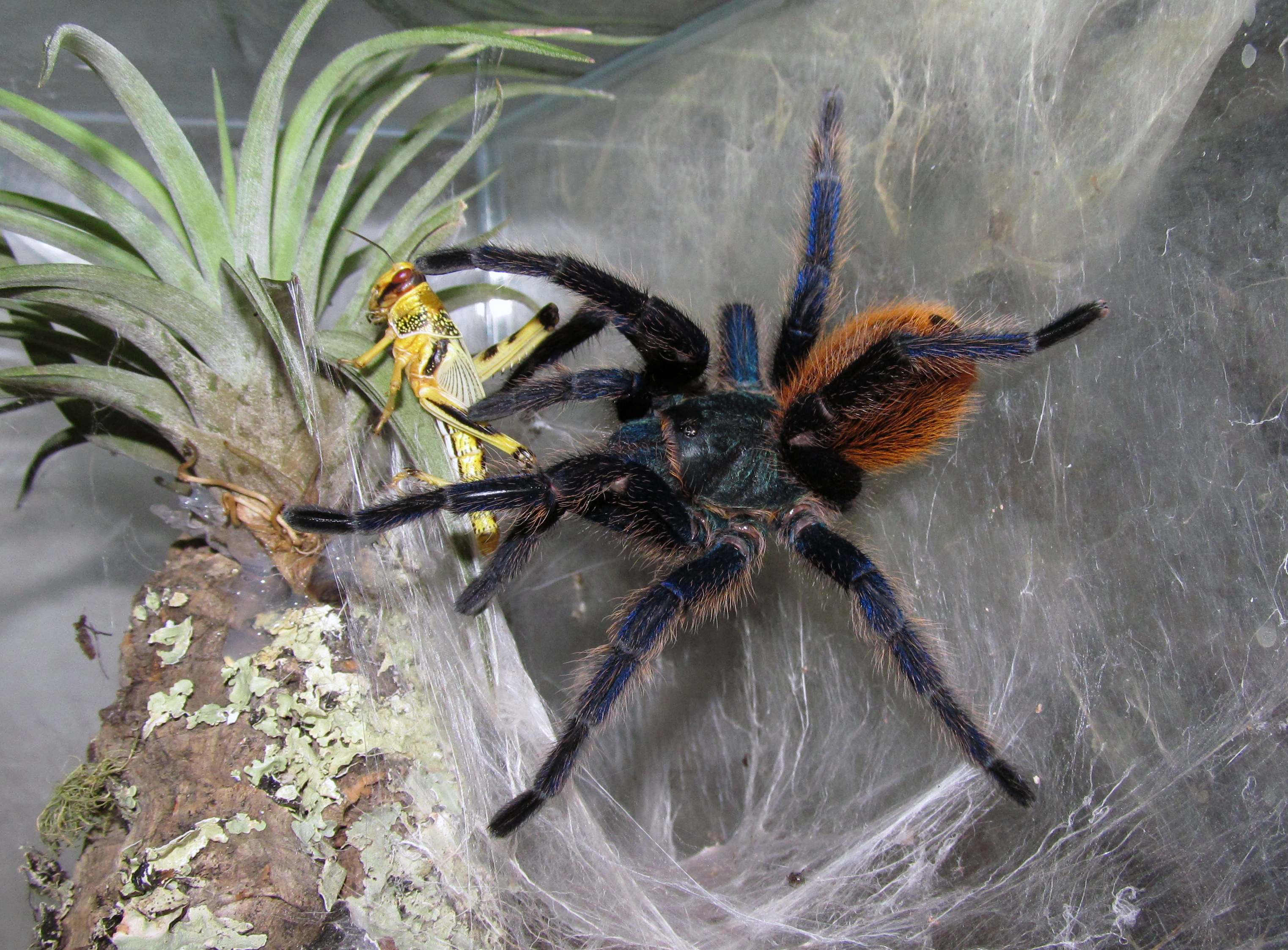
Weibchen in Terrarienhaltung jagt eine Wüstenheuschrecke. Bei der Spinne handelt es sich um dasselbe Individuum wie bei dem Foto des Jungtieres.

Chromatopelma cyaneopubescens hat einen metallisch blau bis grünlich glänzenden Carapax, ein mit langen, orangen Haaren bedecktes Opisthosoma und leuchtend blaue Beine. Jungtiere haben eine auffällige schwarze Zeichnung auf dem Opisthosoma, die sich im Laufe der Zeit aber verliert. Nymphen sind anders gefärbt: Sie haben eine wespenartige Zeichnung auf dem Opisthosoma und ihre Laufbeine sind bis zum Schenkel schwarz gefärbt. Patella bis Metatarsus sind beigefarben und der Tarsus schließlich dunkelgrau. Der Carapax hat einen goldenen Schimmer.
Weibchen sind durchschnittlich zwischen 6,5 cm und 7,2 cm lang (gemessen von den Beißklauen bis zu den Spinnwarzen). Männchen sind durchschnittlich zwischen 3,5 cm und 4,3 cm lang, wobei auch Männchen vorkommen können, die annähernd dieselbe Größe erreichen wie kleinwüchsige Weibchen.

## Verbreitung und Lebensraum
Chromatopelma cyaneopubescens kommt auf der Paraguaná Halbinsel im Nordosten des venezolanischen Bundesstaates Falcón vor . Dort lebt die Spinne in Savannenwäldern, welche von niedrig wachsenden, von Orchideen und Tillandsien besiedelten Bäumen bestanden sind. Der Boden ist mit Opuntien und Bromeliengewächsen bedeckt. Das Klima ist wechselhaft und sehr heiß mit Tageshöchstwerten bis 39 °C, es herrscht eine niedrige Luftfeuchtigkeit (29–34 %). Zwischen Oktober und Januar ist die Luftfeuchtigkeit etwas höher. Dies ist auch die Zeit wenn die Tiere sich vermehren. Nachts kühlt es bis 18 °C ab und es kommt zu Taubildung.
Die Vogelspinne baut große und weit ausgedehnte Wohngespinste in Baumhöhlen, hohlen Kakteen oder zwischen Wurzeln. Zudem wurden sie in Holzkonstruktionen von Hütten gefunden. Sie sucht in erster Linie den Unterwuchs von Bäumen als Grundlage für ihr Wohngespinst aus. Sie zeigt keine grabende Tätigkeit. Da sie zwar aussieht wie eine bodenbewohnende Art, aber eine ausgeprägte arboreale Lebensweise hat, wurde sie 1907 als Avicularia beschrieben.

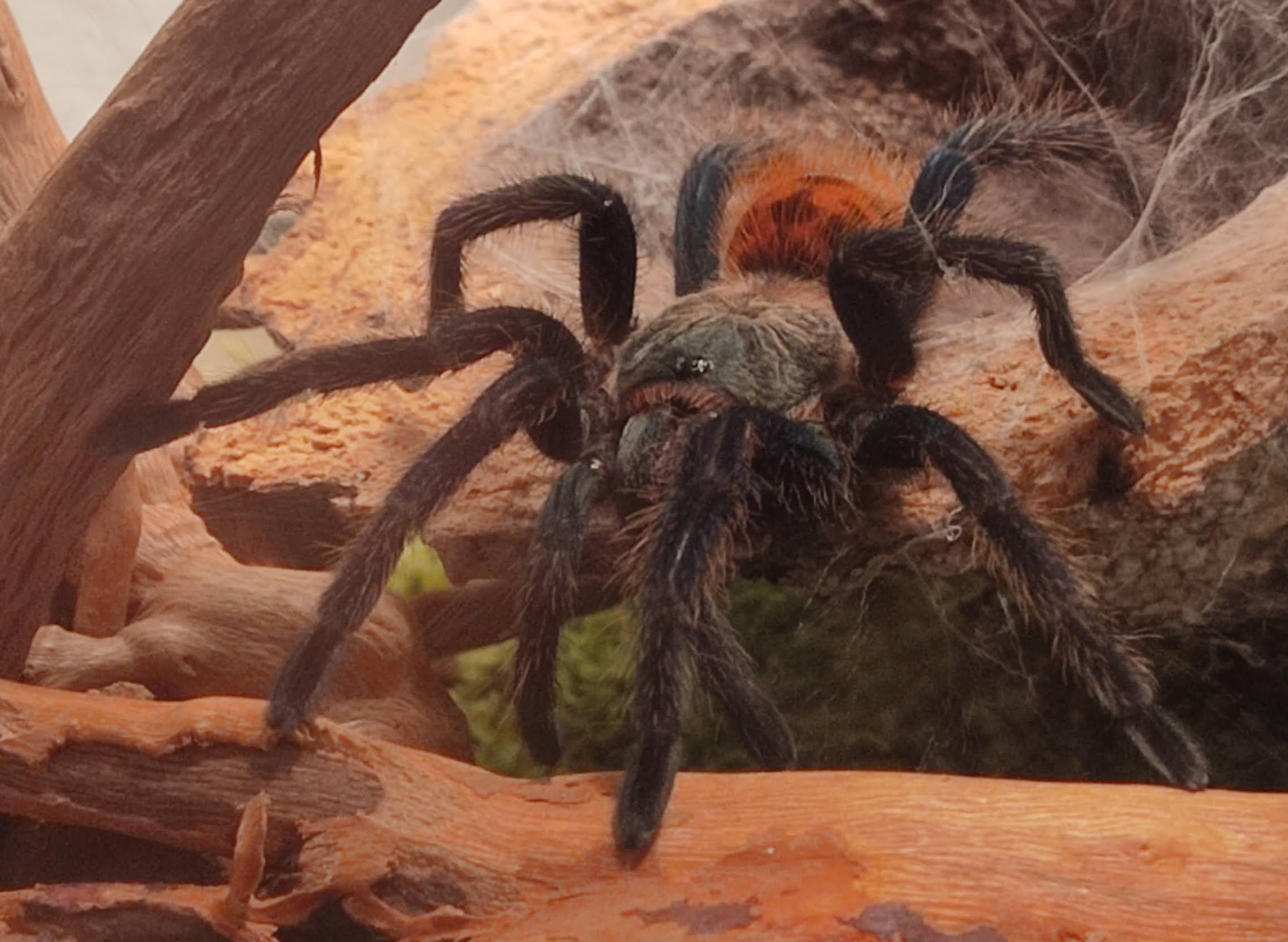
Chromatopelma cyaneopubescens, Weibchen, in Terrarienhaltung, ca. 1 Jahr alt, Subadult. Auf dem Opisthosoma erkennt man noch die Muster, die bei Jungtieren besonders ausgeprägt sind. Allerdings bei adulten Tieren verschwinden.

Die Lebensräume dieser Art werden oft durch Hausziegen überweidet. Die Ziegen fressen alles Erreichbare von den Bäumen und in Bodennähe, so dass die Landschaft versteppt und für die ökologischen Ansprüche der Vogelspinne nicht mehr geeignet ist. Dies führte dazu, dass die Regierung in Venezuela nun Schutzgebiete einrichtete, um sie als Biosphärenreservat vor der Zerstörung zu bewahren.
Die Tiere sind in der Natur einem hohen Druck durch klimatische Bedingungen ausgesetzt (lange Trockenphasen verknappen das Nahrungsangebot) und werden deshalb durchschnittlich nicht so alt und groß wie in Terrarienpflege.

## Verteidigung
Sie gilt gegenüber Menschen als eine ruhige bis leicht defensive Spinne. Noch nicht ausgewachsene Spinnen zeigen ein ängstliches bis nervöses Verhalten, indem sie bereits bei kleinsten Erschütterungen in ihr Nest zurückschnellen. Die jungen Spinnen sind zudem gute Kletterer. Sie bewegen sich flink und erinnern so an Avicularia-Arten.
Diese Vogelspinne ist eine sogenannte „Bombardierspinne“ und hat auf dem Opisthosoma Brennhaare, die sie zur Verteidigung einsetzen kann, indem sie sie mit den Hinterbeinen abstreift und wegschleudert. Diese Haare werden auch eingesetzt, wenn Säugetiere ihre Nasen in die Wohngespinste der Spinnen stecken wollen. Die Spinnen setzen aber ihre Abdominalbrennhaare selten ein und drohen dem vermeintlichen Angreifer durch das Schlagen der Vorderbeine. Sie flüchten, wenn es möglich ist.
Gefahr droht ihnen weniger durch tierische Räuber als durch die Zerstörung ihres Lebensraumes durch die Huftritte von Säugetieren wie Ziegen oder Tapiren. Eine weitere Bedrohung sind parasitierende Nematoden oder Schlupfwespen.

## Systematik
Der Name ist eine Zusammensetzung aus lateinischen und altgriechischen Wörtern: »chroma« ist griechisch und bedeutet „Farbe“, »pelma« ist lateinisch und bedeutet „Sohle“, »cyaneos« ist griechisch und bedeutet „dunkelblau“ und »pubescens« ist lateinisch und bedeutet „behaart“.
Diese Spinnenart wurde schon mehreren Gattungen in der Systematik zugeteilt. Zuerst beschrieb sie Embrik Strand im Jahr 1907 als Eurypelma cyaneopubescens. Einige Jahre später wurde sie von Alexander Petrunkevitch zur Gattung Delopelma gestellt. Da die Delopelma-Arten (heute Aphonopelma) grabende Vogelspinnen sind und dadurch anatomische Merkmale aufweisen, welche dieser Spinnenart fehlen, wurde sie von Günter Schmidt 1995 in die monotypische Gattung Chromatopelma gestellt.